# Municipio de Thompson (Carolina del Norte)
El municipio de Thompson (en inglés: Thompson Township) es un municipio ubicado en el  condado de Robeson en el estado estadounidense de Carolina del Norte. 

## Geografía
El municipio de Thompson se encuentra ubicado en las coordenadas 34°24′1.01″N 79°2′13.68″O / 34.4002806, -79.0371333.